# روي كامبوس
روي كامبوس (بالبرتغالية: Rui Campos‏) (2 فبراير 1922 بساو باولو في البرازيل - 2 يناير 2002 بساو باولو في البرازيل) هو لاعب كرة قدم برازيلي في مركز الدفاع، شارك في كأس أمريكا الجنوبية 1949 وكأس العالم 1950 وكأس أمريكا الجنوبية 1945 وكأس أمريكا الجنوبية 1946. وشارك مع منتخب البرازيل لكرة القدم. أما مع النوادي، فقد لعب مع نادي بالميراس ونادي سانتوس ونادي ساو باولو ونادي فلومينينسي ونادي بانغو أتلتيكو وBonsucesso Futebol Clube ‏.

## وصلات خارجية
- روي كامبوس على موقع الاتحاد الدولي (مؤرشف)  (الإنجليزية)
- روي كامبوس على موقع قاعدة بيانات كرة القدم.إي يو (الإنجليزية)
- روي كامبوس على موقع ناشيونال فوتبول تيمز (الإنجليزية)
- روي كامبوس على موقع Soccerway.com (الإنجليزية)
- روي كامبوس على موقع عالم كرة القدم.نت (الإنجليزية)